# Fehl-Ritzhausen

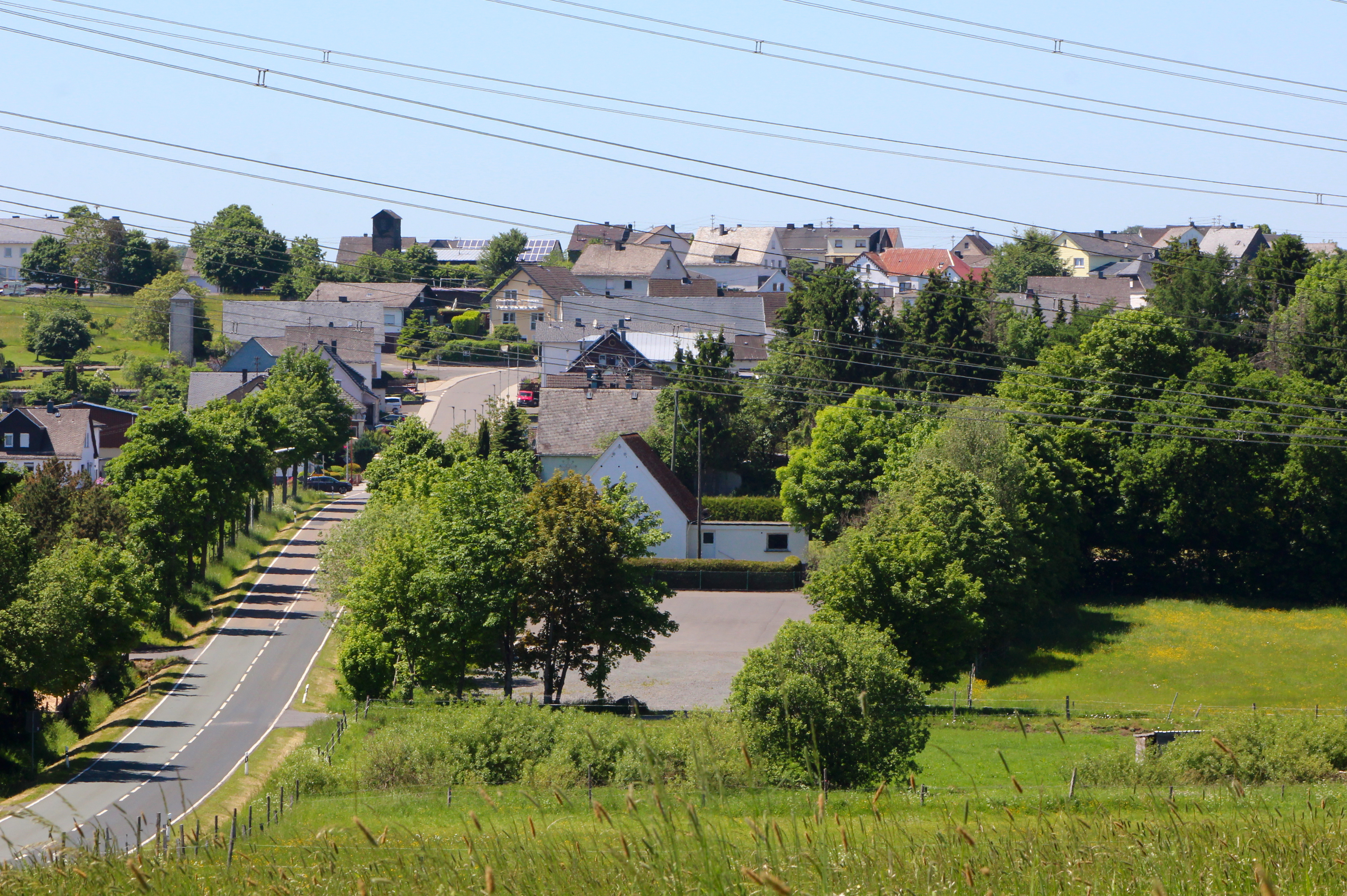
Ansicht von Fehl-Ritzhausen

Fehl-Ritzhausen (mundartlich: Feel-R’tshause) ist eine Ortsgemeinde im Westerwaldkreis in Rheinland-Pfalz. Sie gehört der Verbandsgemeinde Bad Marienberg (Westerwald) an.

## Geographische Lage
Die Gemeinde liegt im Westerwald zwischen Limburg und Siegen. Die Nister, die zum Einzugsbereich der Sieg gehört, bildet im Süden einen großen Teil der Gemarkungsgrenze.
Zu Fehl-Ritzhausen gehören die Wohnplätze Fehler Hecke, Fehler Mühle und Tannenhof.
Nachbarorte von Fehl-Ritzhausen sind die Ortsgemeinden Hof im Norden, Oberroßbach im Nordosten, Niederroßbach im Osten, Höhn im Süden, Stockhausen-Illfurth im Westen und Nisterau im Nordwesten.

## Geschichte
Der heutige Ortsteil Fehl wurde am 6. Januar 1307 erstmals urkundlich erwähnt. Damals bestätigten Graf  Heinrich I. von Nassau-Siegen und seine Frau Adelheid dem Abt und Konvent der Zisterzienserabtei Marienstatt die bestehenden Einkünfte in Velde (= Fehl) und Graynsiven (= Großseifen). Der erste namentliche Hinweis auf Roitzhusen stammt vom 27. Oktober 1340; in seinem Testament vermachte der Ritter Eberhard Daube von Selbach seiner Witwe Sophia eine Rente aus dem ihm zustehenden dörflichen Zehnten.
Die Ursprünge beider Orte reichen womöglich weit früher zurück, als es die Urkundennennungen vermuten lassen. Die Namensendung -hausen weist auf eine mögliche Gründung im 9. oder 10. Jahrhundert hin. Der vorangehende Namensteil Ritz bzw. Roitz leitet sich höchstwahrscheinlich sich von Rode ab – einer vom 9. bis zum 12. Jahrhundert häufigen Bezeichnung für Siedlungen, die auf einem gerodeten Waldstück entstanden. Noch älter ist vielleicht Fehl. Der Name leitet sich von Feld ab, einer Bezeichnung, die besonders im 6. Jahrhundert üblich war bei Siedlungen, die auf offenem „Gefilde“ oder am Ufer eines Gewässers entstanden sind. Tatsächlich ließen sich die Fehler Einwohner in Richtung der Nister nieder, während nördlich von ihnen die Ritzhausener im Schutz des Berges Scheidchen lebten, der die Schnee bringenden Nordwestwinde abfing.
Dem Kirchspiel Marienberg zugehörig, wurden im Jahr 1589 in Fehl vier und in Ritzhausen acht Hausgesäße (= Haushalte) mit zusammen etwa 50 Personen gezählt. Gegen Ende des Dreißigjährigen Krieges war die Einwohnerzahl auf 18 gesunken. Erstmals als zusammengehörige Gemeinde genannt wurden Fehl und Ritzhausen im Jahr 1592. 1732 erfolgte nochmals die getrennte Benennung, bevor eine Verwaltungsreform innerhalb der Grafschaft Nassau-Beilstein erneut eine Zusammenlegung brachte. Das Handbuch der Geographie und Statistik des Herzogthums Nassau von 1823 spricht zwar ausdrücklich von Fehl und Ritzhausen als zwei Dörfer(n), charakterisiert diese aber als Doppelgemeinde, indem sie deren Einwohnerzahl unter einem gemeinsamen Posten zusammenfasst (213 Seelen).

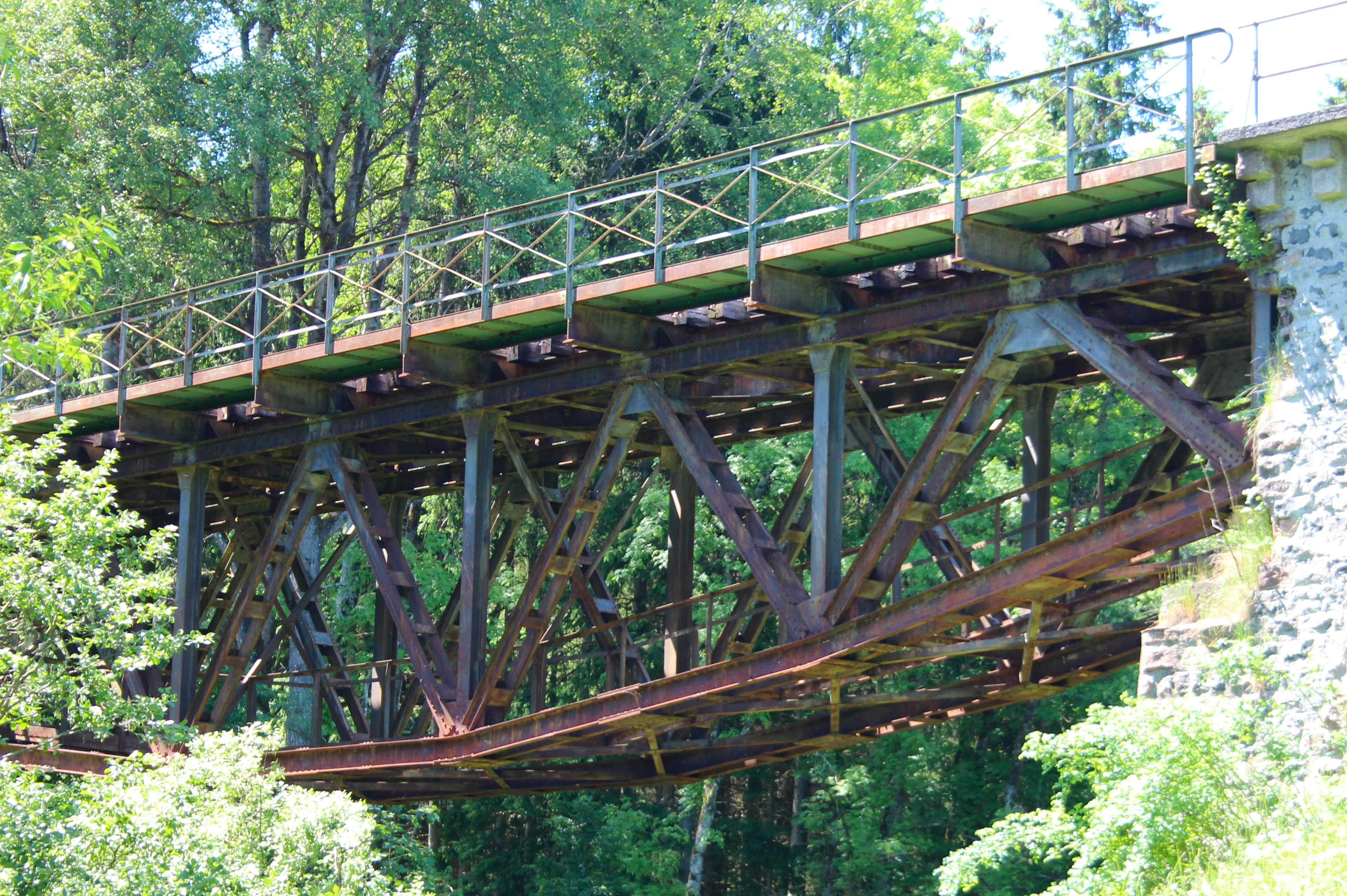
Die Eisenbahnbrücke der Westerwaldquerbahn über die Nister

Die Eröffnung der Braunkohlegruben 1746 in Höhn und vier Jahre später in Stockhausen bot den Fehl-Ritzhäusern eine alternative Erwerbsmöglichkeit. Ihr Heimatdorf wurde 1775 an das Postnetz angeschlossen, so dass ab sofort Postkutschen und reitende Boten im Ort Station machten. Wichtige zivilisatorische Fortschritte bedeuteten die Elektrifizierung des Orts 1917 und – zehn Jahre zuvor – der Anschluss an die neue Westerwaldquerbahn sowie die Errichtung eines Bahnhofs 1906/1907. Die Nebenstrecke von Fehl-Ritzhausen nach Bad Marienberg wurde allerdings 1971 stillgelegt, genau zehn Jahre später kam auch das Ende für die Teilstrecke Westerburg–(Fehl-Ritzhausen)–Rennerod. Seitdem verbindet ein regelmäßiger Busverkehr den Ort mit dem Umland.
Von den Zerstörungen des Zweiten Weltkriegs blieb Fehl-Ritzhausen weitestgehend verschont: Ende 1944 und Anfang 1945 war der Ort dreimal Ziel alliierter Luftangriffe, die vor allem den Bahnhof anvisierten. Die feindlichen Bomben richteten nur wenig Schaden an und forderten keine Menschenleben unter den 521 amtlich gemeldeten Einwohnern (Stand: 1939). Umso schmerzlicher war der Verlust jener 38 Männer aus Fehl-Ritzhausen, die als Soldaten der Wehrmacht gefallen waren oder seitdem als vermisst gelten. Bereits im Ersten Weltkrieg hatte der Ort mit 22 Gefallenen einen hohen Blutzoll entrichtet, wobei alteingesessene Familien wie Neeb, Schell, Schürg, Stalp und Steup wiederholt betroffen waren. Weil die zum Militär eingezogenen Dörfler als Arbeitskräfte in der Landwirtschaft ausfielen, mussten in beiden Weltkriegen französische und russische bzw. sowjetische Kriegsgefangene deren Aufgaben übernehmen.
Am 27. März 1945 wurde der Ort dann von amerikanischen Truppen widerstandslos eingenommen.

### Wappen
Wappengeschichte: Fast 700 Jahre nach der ersten urkundlichen Erwähnung des Ortsteils Fehl hat sich die Ortsgemeinde als vorletzte Gemeinde innerhalb der Verbandsgemeinde Bad Marienberg ein eigenes Ortswappen zugelegt. Der Nachweis, dass je ein Wappen von einem der Ortsteile geführt wurde, konnte bis heute nicht erbracht werden. Am 30. Mai 1987 wurde erstmals ein Wappenentwurf im Gemeinderat beraten und auch für verwendbar gehalten, der allerdings dann vom Landeshauptarchiv in Koblenz nicht genehmigt wurde. Nach einer Besprechung im Landeshauptarchiv am 9. Juni 1987 wurde am 25. September 1987 in Koblenz ein neuer Entwurf vorgelegt, der am 27. Oktober 1987 im Gemeinderat beraten und einstimmig beschlossen wurde. Dieser beim Landeshauptarchiv eingereichte Entwurf wurde am 17. Februar 1988 genehmigt und somit der Gemeinde die Genehmigungsurkunde erteilt, künftig dieses Wappen zu führen.
Den Entwurf fertigte der Grafiker Lutz Golinske aus Rheinbach-Wormersdorf nach einer Idee von Horst Schneider, der dann auch die weitere graphische Gestaltung übernahm. Unterlagen oder Aufzeichnungen über die geschichtliche Vergangenheit der beiden Orte sind bis jetzt, außer der mehr oder minder genau geführten Schulchronik nur wenige bekannt. Die Historie des jetzigen Glockenturmes – er wurde allerdings kurz vor dem Abriss der alten Schule 1967 um einige Meter abgetragen –, die Geschichte über die Beschaffung sowie die Weihe der jetzigen Glocken entstammen der örtlichen Schulchronik.
Die Wünsche, die der Koblenzer Regierungspräsident Theo Zwanziger damals zur Genehmigung des Wappens der Gemeinde Fehl-Ritzhausen übermittelte, lauteten: „Dass die Geschicke der Gemeinde unter dieser Symbolik allzeit zum Wohle der Bürger einen glücklichen Verlauf nehmen werden“.
| Wappen von Fehl-Ritzhausen | Blasonierung: „Geteilt von Gold und Blau durch einen von Blau und Silber geteilten Wellenbalken, oben ein schwarzer Glockenturm, begleitet von zwei schwarzen Glocken, unten ein sechzehnschaufliges, silbernes Mühlrad mit zwei gekreuzten, parallelen Doppelspeichen.“ |
| Wappen von Fehl-Ritzhausen | Wappenbegründung: Die obere und untere Wappenhälfte deuten auf die ehemals getrennten Dörfer „Velle“ erstmals um 1300 und „Roitzhusen“ erstmals 1340 in einer Urkunde erwähnt. Der Turm in der oberen Mitte symbolisiert die Kapelle zu „Roitzhusen“ erbaut um 1400 und abgetragen um 1800. Die beiden Glocken rechts und links neben dem Turm erinnern an die beiden Glocken dieser Kapelle, die die Inschriften „0’ Rex Glorie veni cum pace“ (0’ König des Ruhmes, komme mit Frieden) sowie „San Barab ruf ich alle böse Weder verdriew ich“ hatten. Die Glocke mit der letztgenannten Inschrift wurde von einem Glockengießer Tielmann im Jahre 1450 gegossen. Die erstgenannte kleinere Glocke soll wesentlich älter gewesen sein und wurde vermutlich von Mönchen gegossen, weil nur diese damals die Kunst des Glockengießens verstanden. Die kleinere Glocke wurde im Ersten Weltkrieg und die größere Glocke im Zweiten Weltkrieg eingeschmolzen. Der mittlere Wellenbalken in Blau und Silber zeigt die Nister, die südlich für beide Orte, damals und heute noch die Grenze bildet. Die Nister trennte Nassau-Dillenburg von seinem südlichen Nachbarn Nassau-Hadamar und wurde im Zuge der Gegenreformation auch Konfessionsgrenze, weil Nassau-Hadamar ab 1629/30 rekatholisiert wurde, Nassau-Dillenburg aber calvinistisch blieb. Das Wasserrad erinnert an die Fehler Mühle, deren Baulichkeiten zwar noch vorhanden sind, aber seit dem 31. Januar 1960 stillgelegt ist. Die Farben Gold und Blau sind die nassauischen Wappenfarben; sie deuten auf die einstige territoriale Zugehörigkeit der Orte Fehl und Ritzhausen zu Nassau hin. Die Farben Gelb und Blau werden heute noch von den örtlichen Vereinen als Vereinsfarben verwendet. |

### Heutige Gemeindeglocken
Da nach dem Ende des Zweiten Weltkrieges in der Bevölkerung der Wunsch aufkam die Gemeindeglocken wieder zu beschaffen, kam man überein, dies mit Spenden aller Bürger zu machen. Die neuen Glocken wurden dann im Auftrage der Gemeinde am 21. Oktober 1949 bei der Glockengießerei Rincker, in Sinn bei Herborn, gegossen. Beim Guss anwesend waren der damalige Bürgermeister Otto Weber, einige Bürger der Gemeinde und die Oberstufe der Volksschule Fehl-Ritzhausen. Am 13. November 1949 fand die Weihe der 284 kg und 162 kg schweren Glocken statt. Die größere der Glocken hat einen Öffnungsdurchmesser von 785 mm und ist auf den Ton „C“ gestimmt. Sie trägt die Inschrift:  „Friede heiß ich, Menschen geleit’ ich, Gottes Segen preis’ ich. Allemol! Gemeinde Fehl-Ritzhausen“ (Nr. Rinker 6700). Die kleinere Glocke hat einen Öffnungsdurchmesser von 655 mm und ist auf den Ton „Es“ gestimmt. Sie trägt die Inschrift: „Ich grüße Berge, Tal und Wälder, dein Heimatland. Hui Wäller! Gemeinde Fehl-Ritzhausen“. (Nr. Rinker 6701). Die Gesamtkosten beliefen sich inklusive des erforderlichen Umbaues des Glockenstuhles auf 3500 neue deutsche Mark, wovon 816 DM als Spenden von den Bürgern der Gemeinde direkt aufgebracht wurden, der Rest kam aus der Gemeindekasse.
Die Weihe der Glocken als Friedens- und Heimatglocke bei einer kleinen Feier nahm Pfarrer Schwedes aus Marienberg vor. Er sprach über den Ruf der Glocken zur himmlischen Heimat und zu himmlischen Frieden. Der Weihespruch der Heimatglocke war: Joh.9,4: „Wirket so lange es Tag ist“; der Weihespruch der Friedensglocke lautet Kol. 3,2: „Trachtet nach dem, was droben ist“. Das erste halbstündige Geläut erklang zum Gedenken der Toten und Gefallenen des Krieges, die fern der Heimat in fremder Erde ruhen.

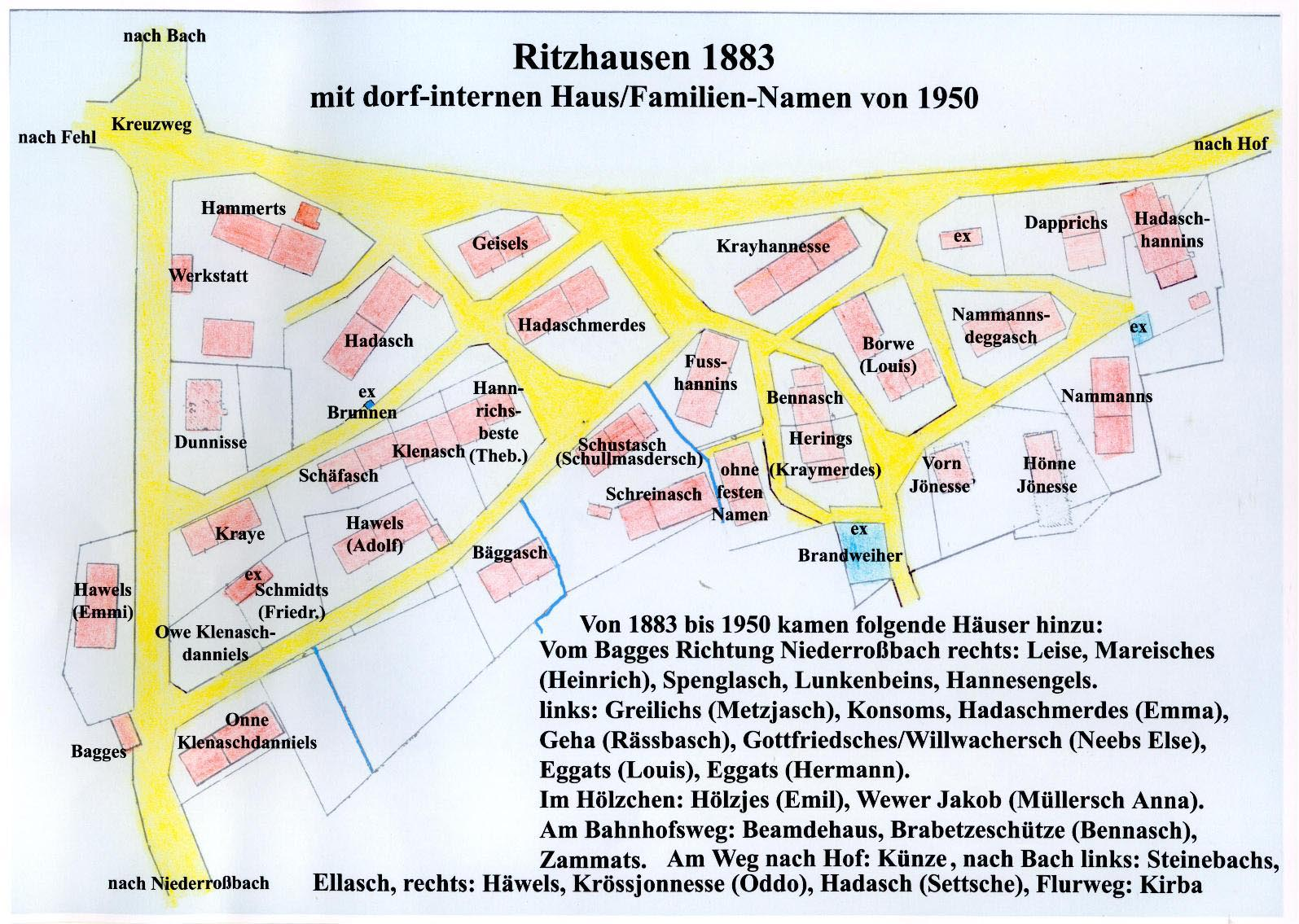
Hausnamen in Ritzhausen

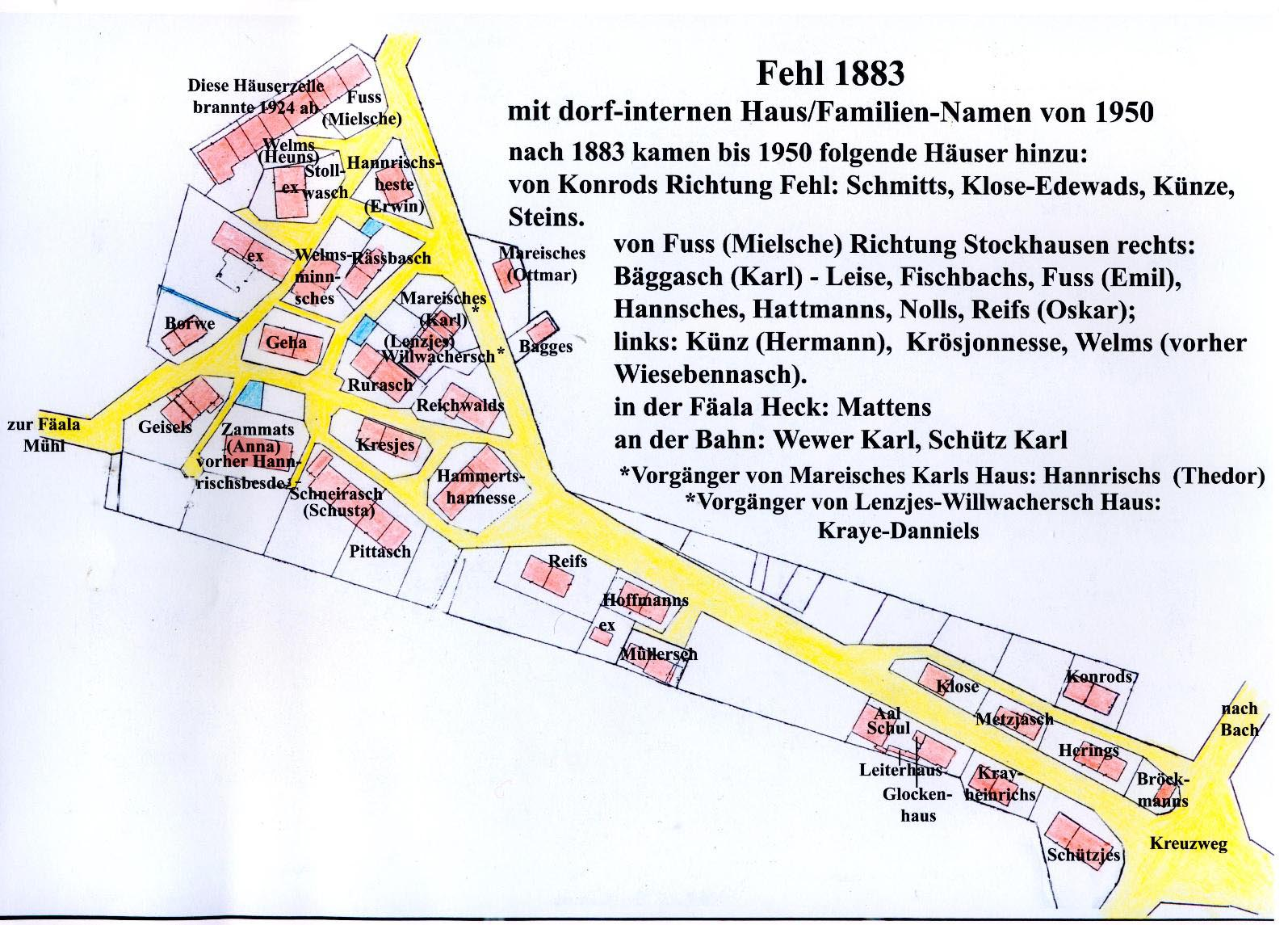
Hausnamen in Fehl

### Haus- und Hofnamen
Die ländliche Tradition der Haus- bzw. Hofnamen und deren Übertragung auf die Bewohner war und ist auch noch in Fehl-Ritzhausen weit verbreitet, gerät aber zunehmend in Vergessenheit. Auf den Abbildungen Hausnamen in Ritzhausen und Hausnamen in Fehl sind die 1950 und auch heute noch gebräuchlichen Haus- bzw. Familiennamen von 1950 eingetragen.

### Alte Flurnamen
Die in den Stockbüchern von 1854–1900 und auf den alten Flurkarten verzeichnet sind, werden auch heute noch zum Teil verwendet.

## Politik

### Gemeinderat
Der Gemeinderat in Fehl-Ritzhausen besteht aus zwölf Ratsmitgliedern, die bei der Kommunalwahl am 9. Juni 2024 in einer Mehrheitswahl gewählt wurden, und dem ehrenamtlichen Ortsbürgermeister als Vorsitzendem.

### Bürgermeister
Volker Uhr wurde 2004 Ortsbürgermeister von Fehl-Ritzhausen. Bei der Direktwahl am 26. Mai 2019 wurde er mit einem Stimmenanteil von 75,95 % und am 9. Juni 2024 als einziger Bewerber mit 78,4 % jeweils für weitere fünf Jahre in seinem Amt bestätigt.

## Kultur und Sehenswürdigkeiten
In der Denkmalliste des Landes Rheinland-Pfalz (Stand: 2024) wird die 1906 südwestlich des Ortes errichtete Eisenbahnbrücke über die Nister als Kulturdenkmal ausgewiesen.

## Verkehr
Fehl-Ritzhausen liegt an der L 295, die sich im Ort mit der K 57 kreuzt. Nördlich des Ortes verläuft die B 414, die von Driedorf-Hohenroth nach Hachenburg führt. Die nächste Autobahnanschlussstelle ist Haiger/Burbach an der A 45 Dortmund–Hanau, etwa 22 Kilometer entfernt.

### Bahnhof Fehl-Ritzhausen
Historisch besaß der Ort einen Bahnhof Fehl-Ritzhausen, in dem die Bahnstrecke Erbach–Fehl-Ritzhausen von Nistertal über Bad Marienberg kommend an die Bahnstrecke Herborn–Montabaur anschloss. Beide Strecken sind heute stillgelegt.
Im Güterverkehr war das Frachtgut großenteils  Basalt, ein wichtiger Bodenschatz des Oberwesterwaldes. Das Bahnhofsgebäude in Fehl-Ritzhausen ist teilweise erhalten. Ab dem Bahnhof Fehl-Ritzhausen starten in der Sommersaison Draisinenfahrten in Richtung Herborn bis zum Bahnhof Rennerod. Er befindet sich heute in Privatbesitz.
Der nächstgelegene Bahnhof ist heute der 12 km entfernte Bahnhof Westerburg an der Bahnstrecke Limburg–Altenkirchen (RB90) von Limburg (Lahn) nach Siegen Hbf. Der nächstgelegene ICE-Halt ist der Bahnhof Montabaur an der Schnellfahrstrecke Köln–Rhein/Main.